# Jeremy Waldron
Jeremy Waldron ( /ˈ w ɔː l d r ən / ; né le 13 octobre 1953) est un philosophe du droit néo-zélandais. Il est professeur d'université à la faculté de droit de l'université de New York, est affilié au département de philosophie de l'université de New York, après avoir été professeur de théorie sociale et politique à l' All Souls College de l'université d'Oxford . Waldron est également professeur associé à l'Université Victoria de Wellington.

## Jeunesse et éducation
Waldron fréquente le Southland Boys' High School, puis poursuit ses études à l' Université d'Otago, en Nouvelle-Zélande, où il obtient un Bachelor of Arts en 1974 puis un Bachelor of Law en 1978. Il soutient un doctorat de philosophie en 1986 au Lincoln College d'Oxford, sous la direction de Ronald Dworkin et d'Alan Ryan.

## Parcours professionnel
Il a enseigné la philosophie politique et juridique à Otago (1975-1978), au Lincoln College d'Oxford (1980-1982), à l' Université d'Édimbourg, en Écosse (1983-1987), à la faculté de droit de Berkeley (1986-1996), à l'Université de Princeton (1996-1997) et à la Columbia Law School (1997-2006). Il a également été professeur invité aux universités Cornell (1989-1990), Otago (1991-1992) et Columbia (1995). Actuellement à l'Université de New York, son enseignement porte sur l'État de droit, la jurisprudence, la propriété et la dignité humaine. Il accueille régulièrement le Colloque sur la philosophie juridique, sociale et politique, fondé par Ronald Dworkin et Thomas Nagel en 1987, et organisé actuellement par Liam Murphy, Samuel Scheffler et Waldron.
Waldron donne la deuxième série de conférences Seeley à l'Université de Cambridge en 1996, les conférences Carlyle en 1999 à Oxford, la conférence universitaire du printemps 2000 à la Columbia Law School, les conférences Wesson à l'Université de Stanford en 2004, les conférences Storrs à la Yale Law School en 2007 et les conférences Gifford à l' Université d'Édimbourg en 2015. Il est élu à l' Académie américaine des arts et des sciences en 1998.
En 2005, Waldron reçoit un doctorat honorifique de l'Université d'Otago. Waldron est élu à l' American Philosophical Society en 2015. En 2019, une chaire professorale de jurisprudence est créée à son nom à l'Université d'Otago.

## Positions philosophiques et juridiques
Waldron est un libéral et un positiviste juridique normatif. Il a beaucoup écrit sur l’analyse et la justification de la propriété privée et sur la philosophie politique et juridique de John Locke. Il est un opposant déclaré au contrôle judiciaire et à la torture, deux pratiques qu'il considère comme contraires aux principes démocratiques. Il estime que les discours de haine ne devraient pas être protégés par le Premier Amendement. Ses travaux ultérieurs visent à fournir un concept non religieux et non kantien de la dignité humaine, fondé sur une expérience de pensée consistant à élever tous les êtres humains au rang de la noblesse ou de l'aristocratie, constituant ainsi une caste unique. Il travaille sur ce thème depuis qu'il a donné les conférences Tanner sur le sujet en 2009, publiées en 2012 sous le titre Dignity, Rank and Rights.
Waldron a également critiqué la philosophie juridique analytique pour son incapacité à aborder les questions abordées par la théorie politique .

### Critique du contrôle juridictionnel
Sandrine Baume a identifié Jeremy Waldron et Bruce Ackerman comme les principaux critiques de la « compatibilité du contrôle juridictionnel avec les principes mêmes de la démocratie ». Fervent défenseur du principe de la législation démocratique, Waldron a plaidé dans un article intitulé « The Core of the Case against Judicial Review » en faveur d'un rôle limité du contrôle judiciaire dans un gouvernement démocratique robuste. Waldron affirme qu'il n'y a pas d'avantage intrinsèque à la protection des droits par un pouvoir judiciaire par rapport à celle d'un pouvoir législatif si (1) il existe un système politique largement démocratique, (2) il existe un système de tribunaux  partiellement prémunis de la pression populaire et qui opère un contrôle juridictionnel, (3) il existe un engagement général en faveur des droits, et (4) il existe un désaccord quant au contenu et à l'étendue des droits. Waldron ne conteste pas l’existence d’un contrôle juridictionnel, qui peut être approprié en cas de dysfonctionnement institutionnel. Dans ce cas, la défense du contrôle juridictionnel compatible avec la démocratie se limite aux remèdes à ce dysfonctionnement et n’est ni illimitée ni universelle. Waldron inscrit ainsi sa conception du contrôle judiciaire dans la tradition du juge Harlan Fiske Stone.

### Affinité avec le minimalisme judiciaire
Dans une critique d'un livre de 2015 de Cass Sunstein, Waldron déclare qu'entre les juges qui peuvent être « héroïques » dans leurs interprétations et ceux qui s'en abstiennent, sa préférence serait favorable à une position qui s'apparente à un « minimalisme judiciaire ». Waldron cite comme exemples de tels juges, notamment Sandra Day O'Connor, Ruth Ginsburg et Felix Frankfurter.

## Publications

### Ouvrages
- 1984. Theories of Rights, edited vol.
- 1988. The Right to Private Property.
- 1988. Nonsense Upon Stilts: Bentham, Burke and Marx on the Rights of Man, edited vol.
- 1990. The Law: Theory and Practice in British Politics.
- 1993. Liberal Rights: Collected Papers 1981–91.
- 1999. The Dignity of Legislation, Seeley Lectures.
- 1999. Law and Disagreement
- 2002. God, Locke and Equality.
- 2010. Torture, Terror, and Trade-Offs: Philosophy for the White House.
- 2012. The Harm in Hate Speech, Oliver Wendell Holmes Lectures.
- 2012. "Partly Laws Common To All Mankind": Foreign Law in American Courts.
- 2012. The Rule of Law and the Measure of Property, Hamlyn Lectures.
  - Traduction française par Jean-Fabien Spitz : L’État de droit et la mesure de la propriété, Hermann, 2022.
- 2012. Dignity, Rank and Rights (Meir Dan Cohen: editor), Oxford University Press.
- 2016. Political Political Theory, Harvard University Press.
- 2017. One Another's Equals: The Basis of Human Equality, Harvard University Press.

### Articles
- 2001, "Normative (or Ethical) Positivism" in Jules Coleman (ed.), Hart's Postscript: Essays on the Postscript to The Concept of Law. New York: Oxford University Press (ISBN 0-19-829908-7).
- 2003, "Who is my Neighbor?: Humanity and Proximity," The Monist 86.
- 2004, "Settlement, Return, and the Supersession Thesis," Theoretical Inquiries in Law 5.
- 2004, "Terrorism and the Uses of Terror," The Journal of Ethics, Vol. 8, No. 1, Terrorism (2004) pp. 5–35.
- 2005, "Torture and Positive Law: Jurisprudence for the White House," Columbia Law Review 105.
- 2006, "The Core of the Case Against Judicial Review," Yale Law Journal 115.
- 2009, "Dignity and Defamation: The Visibility of Hate" ". 2009 Oliver Wendell Holmes Lectures.
- 2012, "Bicameralism and the Separation of Powers," Current Legal Problems 31